# Belotă
Belotă (din franceză Belote; pronunțat belot) este un joc de cărți, practicat de 2-4 jucători cu un pachet de 32 de cărți. Jocul este originar din Franța și a căpătat o popularitate mai ridicată în Europa de Est. A fost inventat prin 1920, cel mai probabil derivat din Klaverjas (Klaverjassen), un joc practicat în Olanda începând cu secolul al XVII-lea. Regulile sale au fost publicate pentru prima oară în 1921.

## Răspândire
Belota este unul din cele mai populare jocuri de cărți din Franța și a căpătat popularitate în Europa de Est și de Sud-Est, în special în special în țările din fostul lagăr comunist.
În bulgară denumirea sa este Bridge-Belote (bulgară Бридж-белот), iar uzual este denumit simplu Belot (Белот). În Grecia e numit Vida (greacă Βίδα), în Cipru e numit Pilotta (greacă Πιλόττα), în Quebec cuvântul a fost scurtat la prima silabă și se citește bœuf, iar în Croația există un joc similar cu reguli parțial diferențiate, denumit Bela. În Arabia Saudită e Baloot. În Republica Macedonia e numit Belyot (macedoneană Бељот) și este jucat în special în regiunea Bitola. În Armenia e cunoscut ca Bazaar Belote, și este un joc foarte popular, dar este jucat într-un mod puțin mai diferit de cel original. In Republica Moldova acest joc este numit Belot.

## Regulile jocului

### Ordinea cărților
Cărțile următoare sunt în ordine descendentă ierarhic și în funcție de faptul că sunt sau nu cu atu:
|  |  |  |  |  |  |  |  |

|  |  |  |  |  |  |  |  |

### Valoarea cărților
| - Fără atu : - Asul are 11 puncte - Zecele are 10 puncte - Regele are 4 puncte - Dama are 3 puncte - Valetul are 2 puncte - Nouăle, optul, și șaptele valorează fiecare câte 0 puncte | - Cu atu : - Valetul are 20 puncte - Nouăle are 14 puncte - Asul are 11 puncte - Zecele are 10 puncte - Regele are 4 puncte - Dama are 3 puncte - Optul și șaptele valorează câte 0 puncte. |

| Fără atu |    |    | A  | 10 | K | D | J | 9 | 8 | 7 |
| -------- | -- | -- | -- | -- | - | - | - | - | - | - |
| Valoare  | 20 | 14 | 11 | 10 | 4 | 3 | 2 | 0 | 0 | 0 |
| Cu atu   | J  | 9  | A  | 10 | K | D |   |   | 8 | 7 |